# Županija
Županija (plural: županije) és una mena de divisió administrativa de Croàcia. La paraula croata que significa 'comtat', deriva de Župan, títol dels prínceps feudals eslaus que governaven els territoris de Croàcia, i més tard els dotze governadors dels districtes.

## Llista de comtats
| Comtat                                        | Nom oficial                     |
| Croàcia central                               |                                 |
| Zagreb                                        | Zagrebačka županija             |
| Krapina-Zagorje                               | Krapinsko-zagorska županija     |
| Sisak-Moslavina                               | Sisačko-moslavačka županija     |
| Karlovac                                      | Karlovačka županija             |
| Varaždin                                      | Varaždinska županija            |
| Koprivnica-Križevci                           | Koprivničko-križevačka županija |
| Bjelovar-Bilogora                             | Bjelovarsko-bilogorska županija |
| Međimurje                                     | Međimurska županija             |
| Ciutat de Zagreb                              | Grad Zagreb                     |
| Ístria, Costa del nord i muntanyes de Croàcia |                                 |
| Primorje-Gorski Kotar                         | Primorsko-goranska županija     |
| Lika-Senj                                     | Ličko-senjska županija          |
| Istria                                        | Istarska županija               |
| Eslavònia                                     |                                 |
| Virovitica-Podravina                          | Virovitičko-podravska županija  |
| Požega-Slavonia                               | Požeško-slavonska županija      |
| Brod-Posavina                                 | Brodsko-posavska županija       |
| Osijek-Baranja                                | Osječko-baranjska županija      |
| Vukovar-Syrmia                                | Vukovarsko-srijemska županija   |
| Dalmàcia                                      |                                 |
| Zadar                                         | Zadarska županija               |
| Šibenik-Knin                                  | Šibensko-kninska županija       |
| Split-Dalmàcia                                | Splitsko-dalmatinska županija   |
| Dubrovnik-Neretva                             | Dubrovačko-neretvanska županija |